# Heinrich Wilhelm Waldeyer
Heinrich Wilhelm Gottfried von Waldeyer-Hartz (ur. 6 października 1836 w Hehlen, zm. 23 stycznia 1921 w Berlinie) – niemiecki anatom, fizjolog i patolog.

## Życiorys
Urodził się jako Heinrich Wilhelm Gottfried von Waldeyer 6 października 1836 roku w małej miejscowości Hehlen nad Wezerą nieopodal Brunszwiku. W 1853 roku rozpoczął studia przyrodnicze i matematyczne na Uniwersytecie w Getyndze, po roku zmienił kierunek na medycynę. W Getyndze uczęszczał na wykłady anatoma Jakoba Henle. Następnie studiował na Uniwersytecie w Greifswaldzie i na Uniwersytecie Fryderyka Wilhelma w Berlinie, gdzie przedstawił rozprawę doktorską De claviculae articulis et functione i zdał egzaminy państwowe w 1862. Zaczął karierę naukową na Uniwersytecie Albertyna w Królewcu, a potem na Uniwersytecie we Wrocławiu, gdzie uzyskał stopień doktora habilitowanego. Został profesorem anatomii patologicznej w 1867 roku. W czasie wojny francusko-pruskiej (1870–1871) był chirurgiem wojskowym. Po zakończeniu wojny otrzymał w 1872 roku katedrę anatomii na Uniwersytecie w Strasburgu. W 1883 dostał katedrę anatomii w Berlinie, którą kierował ponad 33 lata. Przeszedł na emeryturę w 1917 mając 80 lat. W 1888 badał chorego Friedricha Wilhelma (późniejszy Fryderyk III Hohenzollern). Był żonaty i miał czworo dzieci. Opisywany jako przyjacielski, energiczny mężczyzna, niewysokiego wzrostu (mierzył 166 cm). W 1916 roku dodał panieńskie nazwisko matki (Hartz) do swojego nazwiska. Napisał autobiografię w 1920 roku.

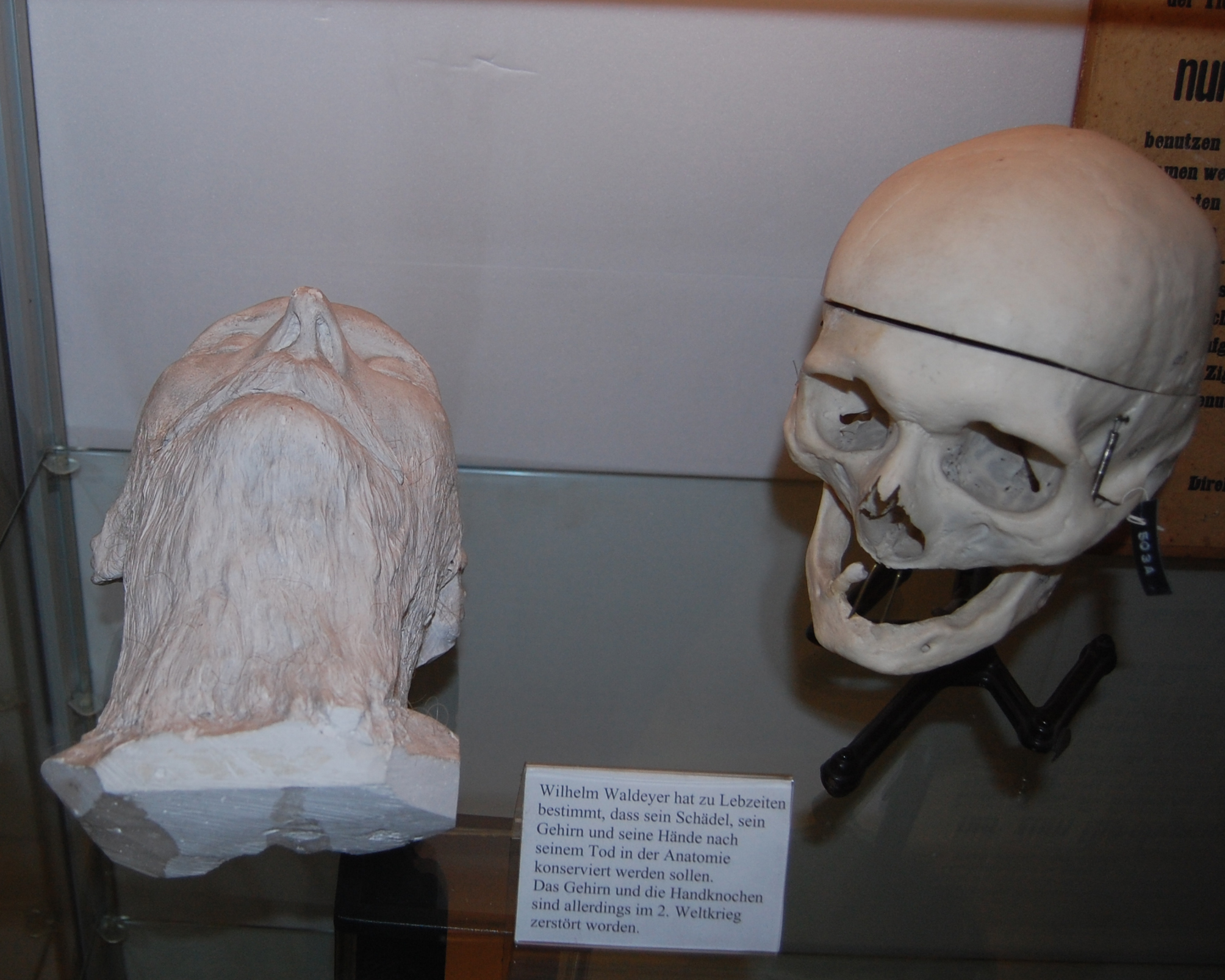
Maska pośmiertna Waldeyera, zdjęcie z gabloty w Instytucie Anatomii Uniwersytetu Berlińskiego (2008 rok)

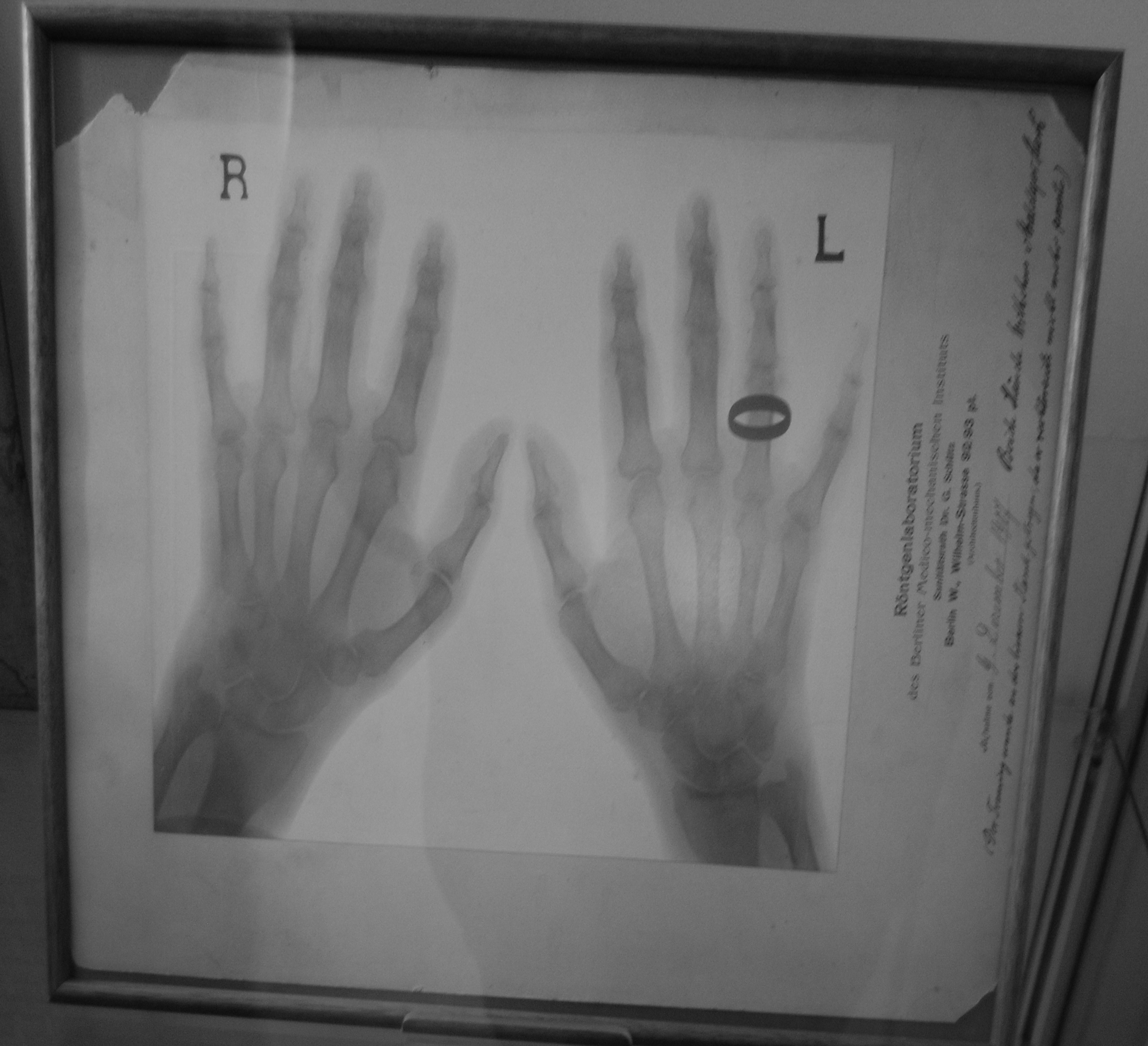
Dłonie Waldeyera. Dłonie nie zachowały się po II Wojnie Światowej. Zdjęcie jest pokazywane (2008) w gablocie na korytarzu w Instytucie Anatomii Uniwersytetu Berlińskiego

Zmarł 23 stycznia 1921 roku w Berlinie.
Był członkiem Niemieckiego Towarzystwa Antropologicznego (Deutschen Anthropologischen Gesellschaft, od 1869), Niemieckiej Akademii Przyrodników Leopoldina (niem. Deutschen Akademie der Naturforscher Leopoldina) (od 1879), Gesellschaft für Natur- und Heilkunde in Berlin (od 1884), Pruskiej Akademii Nauk (Königlich Preußischen Akademie der Wissenschaften, od 1884).

## Dorobek naukowy i poglądy
Waldeyer opublikował łącznie 269 prac, dotyczących anatomii, histologii, fizjologii, patologii, antropologii, historii, sztuki, oraz technik mikroskopowych. Uważany za jednego z ostatnich uczonych podkreślających ważność całościowego podejścia do medycyny. Jako taki rozstrzygał wiele sporów i był w stanie pisać przeglądowe artykuły, które systematyzowały istniejący stan wiedzy. Waldeyer nazwał w 1888 roku chromosom, w 1891 roku neuron, w 1875 roku komórki plazmatyczne. Jego autorstwa jest używane do dziś w piśmiennictwie niemieckim określenie przewodu pokarmowego – die Magenstrasse. Jego wpływ był tym bardziej istotny, że był profesorem prestiżowego na świecie Uniwersytetu Berlińskiego. Prowadził problematyczne prace na temat mózgów Afrykańczyków. Uważał, że kobiety nie powinny studiować medycyny, i że mózg kobiet nie jest odpowiednio uformowany co ogranicza ich zdolności intelektualne. Twierdził też, że kobiety nie powinny zajmować się sekcją zwłok, zwłaszcza mężczyzn. Waldeyer oferował swoją czaszkę, mózg oraz dłonie na użytek Instytutu Anatomii w Berlinie. 
W 1923 Hans Virchow opublikował pracę o dłoniach Waldeyera. 

## Wybrane prace
1862
- De claviculae articulis et functione. Berlin 1862 (dysertacja doktorska)

1863
- Untersuchungen über den Ursprung und den Verlauf des Achsenzylinders bei Wirbellosen und Wirbeltieren, sowie über dessen Endverhalten in der quergestreiften Muskelfaser. Zeitschrift für rationelle Medicin 20, 193-256 (1863)
- Über die Endigung der motorischen Nerven in den quergestreiften Muskeln. Centralblatt für die medicinischen Wissenschaften (1863)

1864
- Untersuchungen über die Entwicklung der Zähne. Danzig, 1864
- Anatomische und physiologische Untersuchungen über die Lymphherzen der Frösche. Zeitschrift für rationelle Medicin (1864)

1865
- Die Veränderungen der quergestreiften Muskelfasern beim abdominaltyphus. Centralblatt für die medicinischen Wissenschaften (1865)
- Grosses Lipo-Myxom des Mesenteriums mit secundären sarcomatösen Heerden in der Leber und Lunge. Virchows Archiv für pathologische Anatomie und Physiologie und für klinische Medizin (1865)

1866
- Lienale Leukämie mit ausgebreiteten Neubildungen in Leber und Nieren[12]. (1866)
- Tuberkulose des Myocardiums und des Gehirns[13]. (1866)

1867
- Die Entwicklung der Carcinome[14]. (1867)
- Zur pathologischen Anatomie der Wundkrankheiten[15]

1868
- Hernie retroperitonealis nebst Bau und Entwicklung des Peritoneum. Breslau 1868
- Myxoma intravasculare arborescens funiculi spermatici, zugleich ein Beitrag zur Kenntniss des Cylindroms. Virchows Archiv für pathologische Anatomie und Physiologie und für klinische Medizin 44, 1, 83-88 (1868)

1870
- Eierstock und Ei. Ein Beitrag zur Anatomie und Entwicklungsgeschichte der Sexualorgane. Leipzig, W. Engelmann, 1870

1871
- Diffuse Hyperplasie des Knochenmarkes: Leukaemie. [Virchows] Archiv für pathologische Anatomie und Physiologie und für klinische Medizin (1871)
- Bau und Entwicklung der Zähne. [w:] Salomon Stricker’s Handbuch der Lehre von den Geweben des menschen und der Thiere, volume 1; Leipzig, 1871.
- Eierstock und Nebeneierstock. [w:] [Salomon Stricker’s] Handbuch der Lehre von den Geweben des menschen und der Thiere, volume 1; Leipzig, 1871.

1872
- Ueber den Bau und die Entwicklung der Carcinome und der Eierstockscystome. [Virchows Archiv] für pathologische Anatomie und Physiologie und für klinische Medizin 55: 67-159 (1872)
- Hörnerv und Schnecke. [Salomon Stricker’s] Handbuch der Lehre von den Geweben des menschen und der Thiere, volume 2; Leipzig, 1872.
- Ueber den Axencylinder. Zeitschrift für rationelle Medicin
- Ueber den Ossificationsprocess, über Bindegewebszellen, über Archiblast und Parablast. Archiv für mikroskopische Anatomie

1874
- Sklera, Cornea, Lider und Conjunctiva. Graefe-Saemisch, Handbuch der Augenheilkunde, volume 1, Leipzig, 1874.
- Hernia retroperitonealis, nebst Bemerkungen zur Anatomie des Peritoneums. Archiv für Pathologische Anatomie und Physiologie und klinische Medicin 60:66-92 (1874)

1883
- Anatomie de la cornée et de la sclérotique. [w:] Louis de Wecker, Edmund Landolt (red.} Traité complet d’ophtalmologie. Vol. 2, Paris, 1883

1884
- Wie soll man Anatomie lehren und lernen. Berlin, A. Hirschwald 1884 PDF
- Über die beziehungen der Hernia diaphragmatica congenita zur Entwicklungsweise des Zwerchfells. Deutsche medicinische Wochenschrift (1884)
- (z J. Grimmem) Atlas der menschlichen und tierischen Haare. Lahr, 1884
- Ueber den lymphatischen Apparat des Pharynx. Deutsche medicinische Wochenschrift 10:313 (1884)

1885
- J. Henle. Nachruf. Archiv für mikroskopische Anatomie und Entwicklungsmechanik, 1885
- Trochanter terius des Menschen, Torus occipitalis. Archiv für Anthropologie
- Hottentottenschürze. Verhandlungen der Berliner Gesellschaft für Anthropologie, Ethnologie und Urgeschichte 568-571 (1885)

1886
- Ueber Karyokinese. Deutsche Medicinische Wochenschrift 12: 1-3, 22–26, 39–40, 54–56.
- Beiträge zur normalen und vergleichenden Anatomie des Pharynx mit besonderer Beziehung auf dem Schlingweg. Sitzungeberichte der Königlich Preussischen Akademie der Wissenschaften zu Berlin 12: 233-250 (1886)
- Medianschnitt einer Hochschwangeren bei Steisslage des Fötus nebst Bemerkungen über die Lage- und Formverhältnisse des Uterus gravidus. Bonn, 1886

1887
- Ueber die Karyokinese und ihre Bedeutung für die Vererbung. Deutsche Medicinische Wochenschrift 13: 925-927, 954–956, 975–977, 1001–1003, 1018–1021 (1887)
- Ueber Karyokinese. Arch Physiol 1887: 1-30 (1887)

1888
- Über Karyokinese und ihre Beziehungen zu den Befruchtungsvorgängen. Archiv für mikroskopische Anatomie und Entwicklungsmechanik 32, 1-122 (1888)
- Das Gorillarückenmark, verglichen mit dem des Menschen. Korrespondenzblatt der Deutschen Gesellschaft für Anthropologie, Ethnologie und Urgeschichte 19, no. 10: 112-113 (1888)
- Das Gorillarückenmark. Abhandlungen der Preussischen Akademie der Wissenschaften (1888)
- Das Studium der Medicin und die Frauen. Verh Deutsch Ges Naturforsch Ärzte 61:31-44. (1888)

1889
- De la caryocinèse et de ses relations avec le processus de la fécondation. Archives de Tocologie, des Maladie des Femmes et des Enfants Nouveau-nés 16: 90-95, 195–221, 270–284, 363–388, 434–463, 517–555 (1889)
- Das Gorilla-Rückenmark. Berlin: Königliche Akademie der Wissenschaften (1889)

1890
- Bemerkungen über den Bau der Menschen- und Affenplacenta. Archiv für mikroskopische Anatomie und Entwicklungsmechanik 35: 1-51 (1890)
- De la caryocinèse et de ses relations avec le processus de la fécondation. Bull Sci France Belgique 22: 88-122 (1890)
- Karyokinesis and its relation to the process of fertilization. Q J Micr Sci 30: 159-281 (1890)

1891
- Das Gibbongehirn. Internationale Beiträge zur wissenschaftliche Medizin 1: 1-40 (1891)
- Ueber einige neuere Forschungen im Gebiete der Anatomie des Centralnervensystems. Deutsche medicinische Wochenschrift 17: 1213–1218, 1244–1246, 1287–1289, 1331–1332, 1350–1356 (1891)
  - Ueber einige neuere Forschungen im Gebeite der Anatomie des Centralnervensystems. G. Thieme 1891

1892
- Beiträge zur Kenntnis der Lage der weiblichen Beckenorgane nebst Beschreibung eines frontalen Gefrierschnittes des Uterus gravidus in sito. Bonn, 1892.
- Ueber die sogenannte Ureterscheide. Verh Anat Ges 6:259–260 (1892)

1894
- Über einige Gehirne von Ostafrikanern. Mitteilungen der Anthropologischen Gesellschaft in Wien 24 (N.F.14):141-144 (1894)
- Über einige anthropologisch bemerkenswerthe Befunde an Negergehirnen. Sitzungsberichte der Preussischen Akademie der Wissenschaften zu Berlin 1213-1221 (1894)

1898
- Ueber Aufgaben und Stellung unserer Universitäten seit der Neugrüundung des deutschen Reiches: Rede zum Antritt des Rektorates der Königlichen Friedrich-Wilhelms-Universität in Berlin gehalten in der Aula am 15. Oktober 1898. Berlin: W. Büxenstein, 1898

1899
- Das Becken, topographisch-anatomisch mit besonderer Berücksichtigung der Chirurgie und Gynäkologie dargestellt. Bonn, 1899
- Hirnfurchen und Hirnwindungen, Hirnkommissuren, Hirngewicht. Ergebnisse der Anatomie und Entwicklungsgeschichte 8: 362-401 (1899)
- Zur Geschichte des anatomischen Unterrichts in Berlin. Berlin, 1899

1900
- Die Bildnisse Friedrich d. Gr. und seine äussere Erscheinung. Berlin, 1900

1901
- Die Geschlechtszellen [w:] Wilhelm August Oskar Hertwig (red.): Handbuch der vergleichenden und experimentellen Entwicklungsgeschicjte der Wirbeltiere. Vol. 1, Jena, 1901

1903
- Das Trigonum subclaviae. Bonn, 1903
- Leonard Landois zum Gedächtnis. Leipzig, 1903
- Gedächtnissrede auf Rudolf Virchow. Verlag der Königl. Akademie der Wissenschaften in Commission bei Georg Reimer, 1903

1906
- Gehirne südwestafricanischer Völker. Sitzungsberichte der Königlich Preussischen Akademie der Wissenschaften 3-8 (1906)

1910
- Darwin’s Lehre. Berlin-Leipzig, 1910

1920
- Lebenserinnerungen. Bonn, 1920